# Felicia d'Altavilla
Felicia o Busilla di Altavilla o di Sicilia (1078 – 1102) è stata una principessa normanna e regina di Ungheria.

## Biografia
Era figlia del primo conte di Sicilia Ruggero I di Sicilia e della seconda moglie Eremburga di Mortain.
Nel 1096 il re di Ungheria Colomanno inviò i suoi ambasciatori per chiedere la mano di Felicia a suo padre. Ruggero dapprima rifiutò non ritenendo vantaggiosa la proposta. Infine Colomanno inviò il duca Álmos che convinse il conte e portò la sposa in Ungheria.
Il matrimonio venne celebrato nel 1097 a Székesfehérvár.
Felicia diede al marito tre figli:
- Sofia (1100-1125), che sposò un nobile ungherese di nome Saulo;
- Ladislao (1101-1112), gemello di Stefano morto bambino;
- Stefano (1101-1º marzo 1131), succeduto al padre;
- una figlia (1102-?), che sposò il principe Vladimiro di Halicz.

Morì nel 1102 e venne sepolta nella basilica di Székesfehérvár. Suo marito si risposò con Eufemia di Kiev.

## Ascendenza
|                        |   |                         | Genitori                 |  |  | Nonni |  |  | Bisnonni                     |  |  | Trisnonni                   |  |
|                        |   |                         |                          |  |  |       |  |  | Rabel Tancredi I d'Altavilla |  |  | Gerard Tancredi d'Altavilla |  |
|                        |   |                         |                          |  |  |       |  |  | Rabel Tancredi I d'Altavilla |  |  | Gerard Tancredi d'Altavilla |  |
|                        |   | …                       |                          |  |  |       |  |  | Rabel Tancredi I d'Altavilla |  |  |                             |  |
| Tancredi d'Altavilla   |   |                         |                          |  |  |       |  |  | Rabel Tancredi I d'Altavilla |  |  |                             |  |
|                        |   | …                       | …                        |  |  |       |  |  |                              |  |  |                             |  |
|                        |   | …                       | …                        |  |  |       |  |  |                              |  |  |                             |  |
|                        |   | …                       | …                        |  |  |       |  |  |                              |  |  |                             |  |
| Ruggero I di Sicilia   |   | …                       |                          |  |  |       |  |  |                              |  |  |                             |  |
|                        |   | Riccardo I di Normandia | Guglielmo I di Normandia |  |  |       |  |  |                              |  |  |                             |  |
|                        |   | Riccardo I di Normandia | Guglielmo I di Normandia |  |  |       |  |  |                              |  |  |                             |  |
|                        |   | Riccardo I di Normandia | Sprota                   |  |  |       |  |  |                              |  |  |                             |  |
| Fresenda               |   | Riccardo I di Normandia |                          |  |  |       |  |  |                              |  |  |                             |  |
|                        |   | …                       | …                        |  |  |       |  |  |                              |  |  |                             |  |
|                        |   | …                       | …                        |  |  |       |  |  |                              |  |  |                             |  |
|                        |   | …                       | …                        |  |  |       |  |  |                              |  |  |                             |  |
| Felicia d'Altavilla    |   | …                       |                          |  |  |       |  |  |                              |  |  |                             |  |
|                        | … | …                       |                          |  |  |       |  |  |                              |  |  |                             |  |
|                        | … | …                       |                          |  |  |       |  |  |                              |  |  |                             |  |
|                        | … | …                       |                          |  |  |       |  |  |                              |  |  |                             |  |
| Guglielmo di Mortain   | … |                         |                          |  |  |       |  |  |                              |  |  |                             |  |
|                        |   | …                       | …                        |  |  |       |  |  |                              |  |  |                             |  |
|                        |   | …                       | …                        |  |  |       |  |  |                              |  |  |                             |  |
|                        |   | …                       | …                        |  |  |       |  |  |                              |  |  |                             |  |
| Eremburga di Mortain   |   | …                       |                          |  |  |       |  |  |                              |  |  |                             |  |
|                        |   | …                       | …                        |  |  |       |  |  |                              |  |  |                             |  |
|                        |   | …                       | …                        |  |  |       |  |  |                              |  |  |                             |  |
|                        |   | …                       | …                        |  |  |       |  |  |                              |  |  |                             |  |
| Matilde di Montgommery |   | …                       |                          |  |  |       |  |  |                              |  |  |                             |  |
|                        |   | …                       | …                        |  |  |       |  |  |                              |  |  |                             |  |
|                        |   | …                       | …                        |  |  |       |  |  |                              |  |  |                             |  |
|                        |   | …                       | …                        |  |  |       |  |  |                              |  |  |                             |  |
|                        |   | …                       |                          |  |  |       |  |  |                              |  |  |                             |  |